# Leucanopsis apicepunctata
Leucanopsis apicepunctata är en fjärilsart som beskrevs av William Schaus 1905. Leucanopsis apicepunctata ingår i släktet Leucanopsis och familjen björnspinnare. Inga underarter finns listade i Catalogue of Life.